# ひらまつ
株式会社ひらまつは、東京都渋谷区に本社を置く日本の企業。高級レストランやホテルを経営する。

## 概要
中核となるレストラン事業のほか、賢島や宜野湾市の「ザ・ひらまつ ホテル＆リゾーツ」のホテル事業、ウエディング事業、ケータリング事業、ワイン事業を展開する。
ナントやパリのレストランでフランス料理の修行を積んだ創業者・平松博利（通称:平松宏之） が1982年4月8日に港区西麻布で開業した「ひらまつ亭」を源流としており、当社ではこの日を創業日としている。1983年6月には「有限会社ひらまつ」を設立し法人改組。
1988年5月には、広尾に移転し、「レストランひらまつ」と改名。以降、東京都内を中心に日本各地に高級レストランを出店するとともに、カフェや料亭、ホテル、ウェディングといった隣接業態にも業容を広げた。
1994年12月に株式会社へ改組、2003年には高級レストランの業態として初となるJASDAQへの上場を果たした。
2001年には、パリに進出し、4ヶ月後には史上最短記録とるミシュランガイド一つ星を日本人として初めて獲得している。
2007年1月には、20世紀最高の料理人と言われたポール・ボキューズと連携して、国立新美術館に「ブラッスリー ポール・ボキューズ ミュゼ」を開店した。
2010年、東京証券取引所市場第1部に上場。
2016年、「ひらまつホテル＆リゾーツ」としてホテル事業に進出。一挙に3つのホテルをオープン。三重にはオーベルジュタイプのリゾートホテル『賢島（かしこじま）』を、神奈川にはフラッグシップと位置付ける『箱根・仙石原』、静岡には和と洋を融合した数寄屋造りの『熱海』をオープン。
2021年7月21日、マルハングループが第三者割当増資を引き受け筆頭株主となった。

## テレビ番組
- 日経スペシャル カンブリア宮殿 高級レストランで快進撃！～デフレに打ち勝つ「一流」のビジネス術～（2012年11月22日、テレビ東京）[9]

## 書籍

### 関連書籍
- 『ひらまつからの招待状』（著者:平松宏之）（2003年12月3日、文藝春秋）ISBN 9784890361861

## 脚註
1. ↑  会社概要 - 株式会社ひらまつ
2. ↑  高村学 (Jan 2, 2021.). “名店「ひらまつ」になにが？レストランやホテルを運営する東証一部上場のひらまつが上場廃止の瀬戸際”. SEVETIE TWO.   Minimal. 2021年1月17日閲覧。
3. ↑  夕学講演会 講師紹介 - 慶應丸の内シティキャンパス 2013年12月10日
4. 1 2 3  “厨房談義「第7回」”. 最適厨房ONLINE.   東京ガス. 2021年1月17日閲覧。
5. 1 2  “食に携わる者の使命は、豊かな食文化を次世代につなげること ひらまつ 陣内 孝也”.   foodion. 2021年1月17日閲覧。
6. ↑  “株式会社ひらまつ”. www.hiramatsu.co.jp. 2021年10月26日閲覧。
7. ↑  “ブラッスリー ポール・ボキューズ ミュゼ | ひらまつレストラン”. www.hiramatsurestaurant.jp. 2021年10月26日閲覧。
8. 1 2  フレンチと和の融合した料理を通して、日本の食文化を世界に発信したい - ぐるなびPRO 2015年10月21日
9. ↑  高級レストランで快進撃！～デフレに打ち勝つ「一流」のビジネス術～ - テレビ東京 2012年11月22日